# Административное деление Уфы

Административное деление Уфы. Районы:
01 Дёмский
02 Калининский
03 Кировский
04 Ленинский
05 Октябрьский
06 Орджоникидзевский
07 Советский

В рамках административно-территориального устройства, город Уфа включает 7 городских районов.
Каждый район состоит из нескольких, большей частью сложившихся исторически районов. Когда-то они являлись самостоятельными городами, деревнями и посёлками, были включены в состав Уфы.
Районам подчинены напрямую 2 сельских населённых пункта (д. Князево — Калининскому району и д. Ветошниково — Ленинскому району), а также 5 сельсоветов (включающих 22 населённых пункта): Фёдоровский сельсовет подчинён Калининскому району, Искинский сельсовет — Кировскому району, Нагаевский сельсовет — Октябрьскому району, Новочеркасский и Турбаслинский сельсоветы — Орджоникидзевскому району.
Входящие в состав города районы и сельсоветы находятся на территории городского округа город Уфа, но сами они не являются муниципальными образованиями.

## История
В состав Уфы 6 марта 1944 вошёл город Дёма. Сейчас территория бывшего города входит в Дёмский район Уфы. 24 июля 1956 года был присоединен Черниковск. Ныне - Орджоникидзевский район.
В результате присоединения в середине 1990-х годов сельских советов из окрестностей города, Кировский и Октябрьский районы имеют некомпактные, состоящие из двух отдельных частей, территории. При этом две части Октябрьского района разделены территориями других городских районов, а две части Кировского района разделены территориями, не включёнными в состав Уфимского городского округа.

## Городские районы
| №  | Наименование      | Микрорайоны                                                                    | Площадь (км²) | Население | Код ОКАТО  | Карта |
| -- | ----------------- | ------------------------------------------------------------------------------ | ------------- | --------- | ---------- | ----- |
| 01 | Дёмский           | Дёма Яркий Серебряный ручей                                                    | 56,37         | ↗83 203   | 80 401 365 |       |
| 02 | Калининский       | Инорс Гастелло Черниковка (часть) Шакша-Северная Максимовка Шакша-Южная        | 201,43        | ↘207 664  | 80 401 370 |       |
| 03 | Кировский         | Алмалык Белореченский Цветы Башкирии Зелёная Роща (часть) Кооперативная Поляна | 131           | ↗174 837  | 80 401 375 |       |
| 04 | Ленинский         | Затон-Восточный 8 Марта Затон Нижегородка                                      | 70,9          | ↗91 530   | 80 401 380 |       |
| 05 | Октябрьский       | Сипайлово Глумилино Лесопарковый Тужиловка                                     | 131           | ↘245 416  | 80 401 384 |       |
| 06 | Орджоникидзевский | Черниковка (часть) Тимашево Новоалександровка                                  | 144,4         | ↘161 291  | 80 401 385 |       |
| 07 | Советский         | Зелёная Роща (часть)                                                           | 16,2          | ↗180 868  | 80 401 390 |       |

## Населённые пункты
Районам Уфы подчинены 24 населённых пункта:
| №     | Населённый пункт                | Тип нп          | Население  | Административно-территориальная единица (район, сельсовет) |
| ----- | ------------------------------- | --------------- | ---------- | ---------------------------------------------------------- |
| 1e-06 | Уфа                             | город           | ↗1 166 098 |                                                            |
| 1     | Аркаул                          | деревня         | 85         | Орджоникидзевский район, Турбаслинский сельсовет           |
| 2     | Атаевка                         | деревня         | 101        | Кировский район, Искинский сельсовет                       |
| 3     | Ветошниково                     | деревня         | 260        | Ленинский район                                            |
| 4     | Вотикеево                       | село            | 286        | Орджоникидзевский район, Новочеркасский сельсовет          |
| 5     | Елкибаево                       | деревня         | 61         | Калининский район, Фёдоровский сельсовет                   |
| 6     | Жилино                          | деревня         | 170        | Октябрьский район, Нагаевский сельсовет                    |
| 7     | Зинино                          | деревня         | 369        | Октябрьский район, Нагаевский сельсовет                    |
| 8     | Ивановский                      | посёлок         | 123        | Орджоникидзевский район, Новочеркасский сельсовет          |
| 9     | Искино                          | деревня         | 567        | Кировский район, Искинский сельсовет                       |
| 10    | Камышлинского мелькомбината     | посёлок         | 44         | Кировский район, Искинский сельсовет                       |
| 11    | Карпово                         | деревня         | ↗135       | Калининский район, Фёдоровский сельсовет                   |
| 12    | Князево                         | деревня         | 891        | Калининский район                                          |
| 13    | Королёво                        | деревня         | 122        | Кировский район, Искинский сельсовет                       |
| 14    | Локотки                         | деревня         | 153        | Кировский район, Искинский сельсовет                       |
| 15    | Мокроусово                      | деревня         | 228        | Кировский район, Искинский сельсовет                       |
| 16    | Нагаево                         | село            | ↗9820      | Октябрьский район, Нагаевский сельсовет                    |
| 17    | Никольский                      | посёлок         | 198        | Орджоникидзевский район, Новочеркасский сельсовет          |
| 18    | Новые Черкассы                  | посёлок         | 1944       | Орджоникидзевский район, Новочеркасский сельсовет          |
| 19    | Поляна                          | посёлок         | 54         | Кировский район, Искинский сельсовет                       |
| 20    | Самохваловка                    | деревня         | ↘39        | Калининский район, Фёдоровский сельсовет                   |
| 21    | Старые Турбаслы                 | село            | 1395       | Орджоникидзевский район, Турбаслинский сельсовет           |
| 22    | Уршак                           | посёлок станции | ↘57        | Кировский район, Искинский сельсовет                       |
| 23    | Участка Нагаевского лесничества | посёлок         | ↘15        | Октябрьский район, Нагаевский сельсовет                    |
| 24    | Фёдоровка                       | село            | 545        | Калининский район, Фёдоровский сельсовет                   |